# Miljoenenkwartier

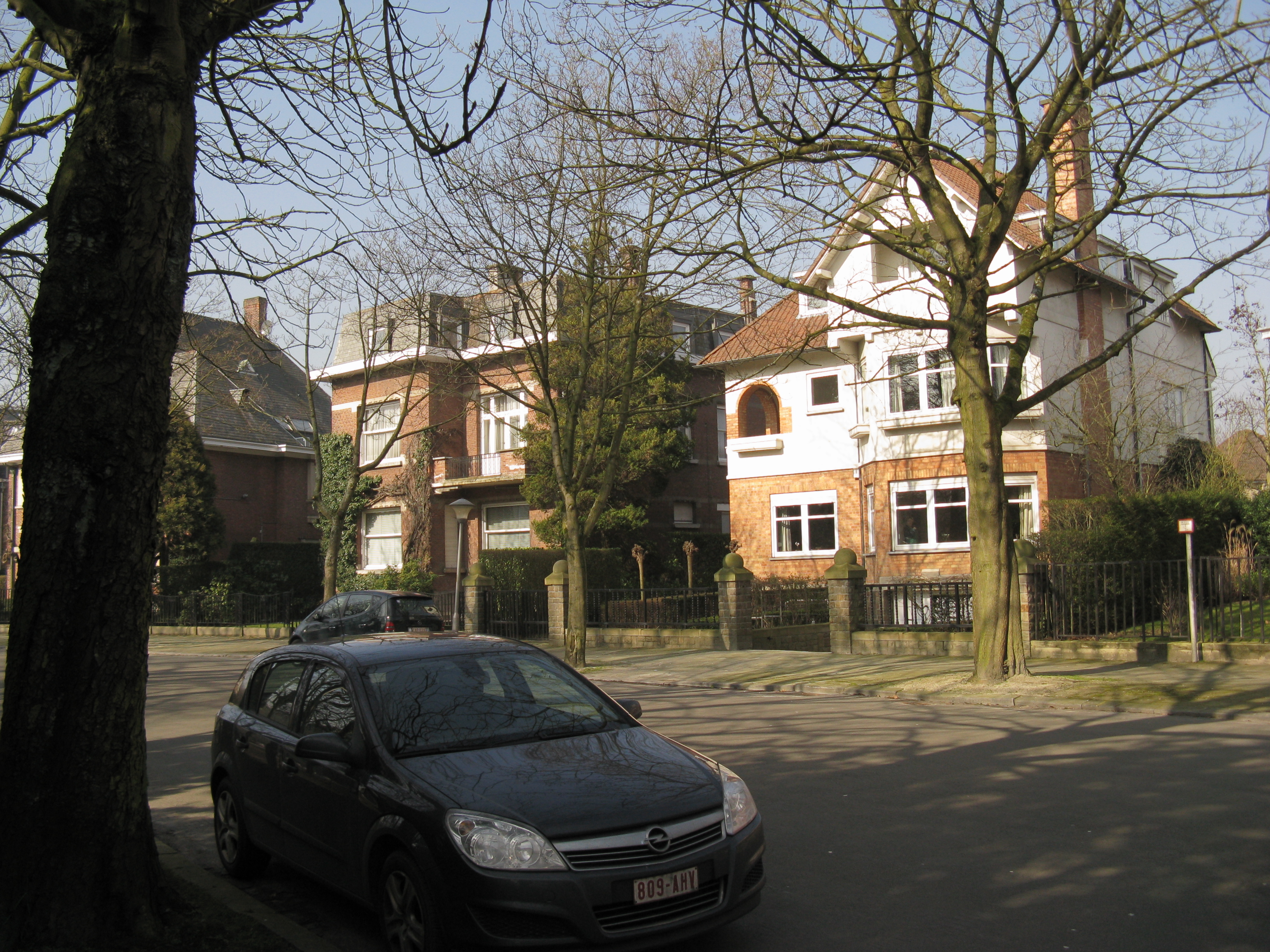
Villa's in het Miljoenenkwartier

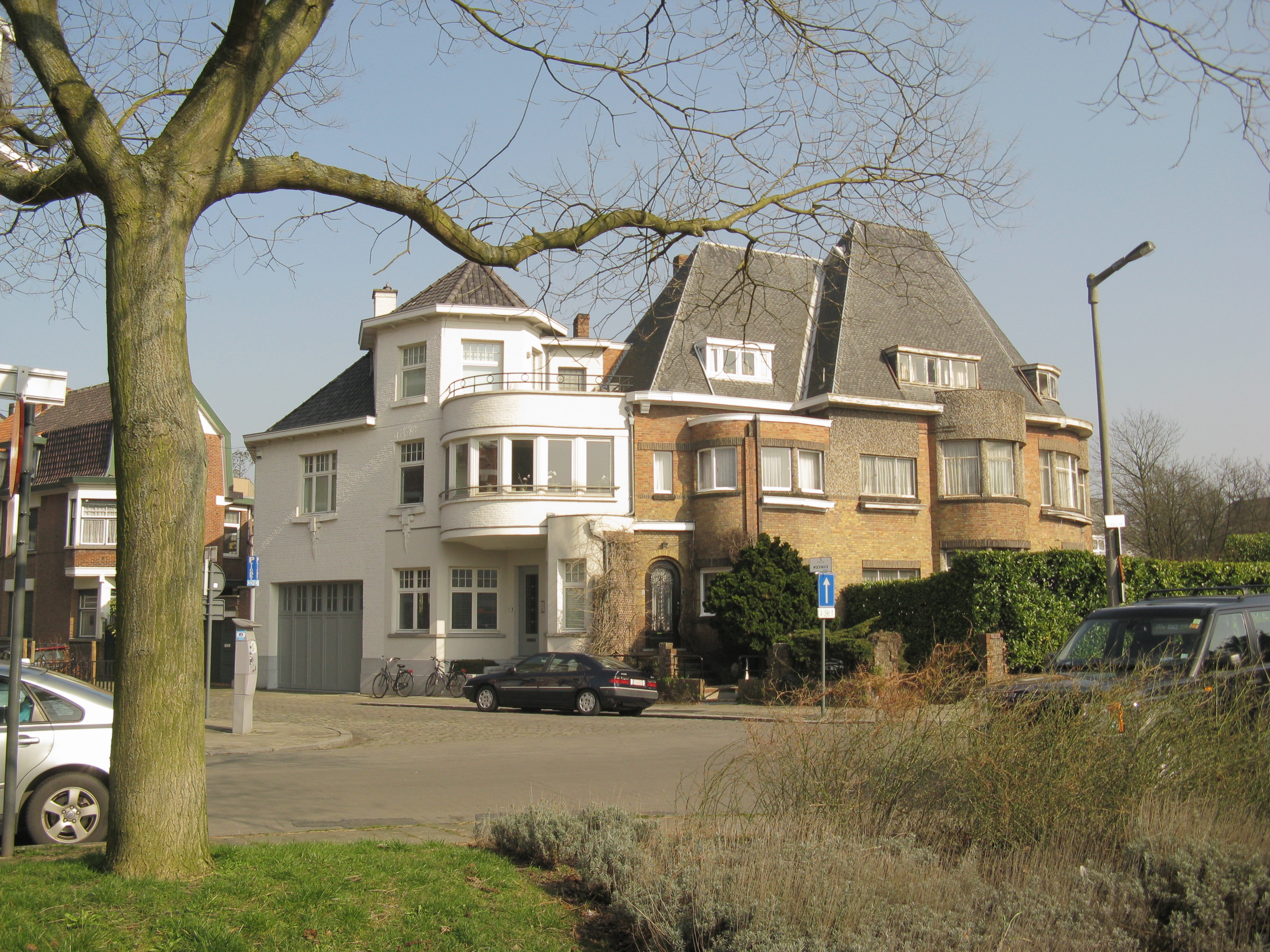
Miljoenenkwartier

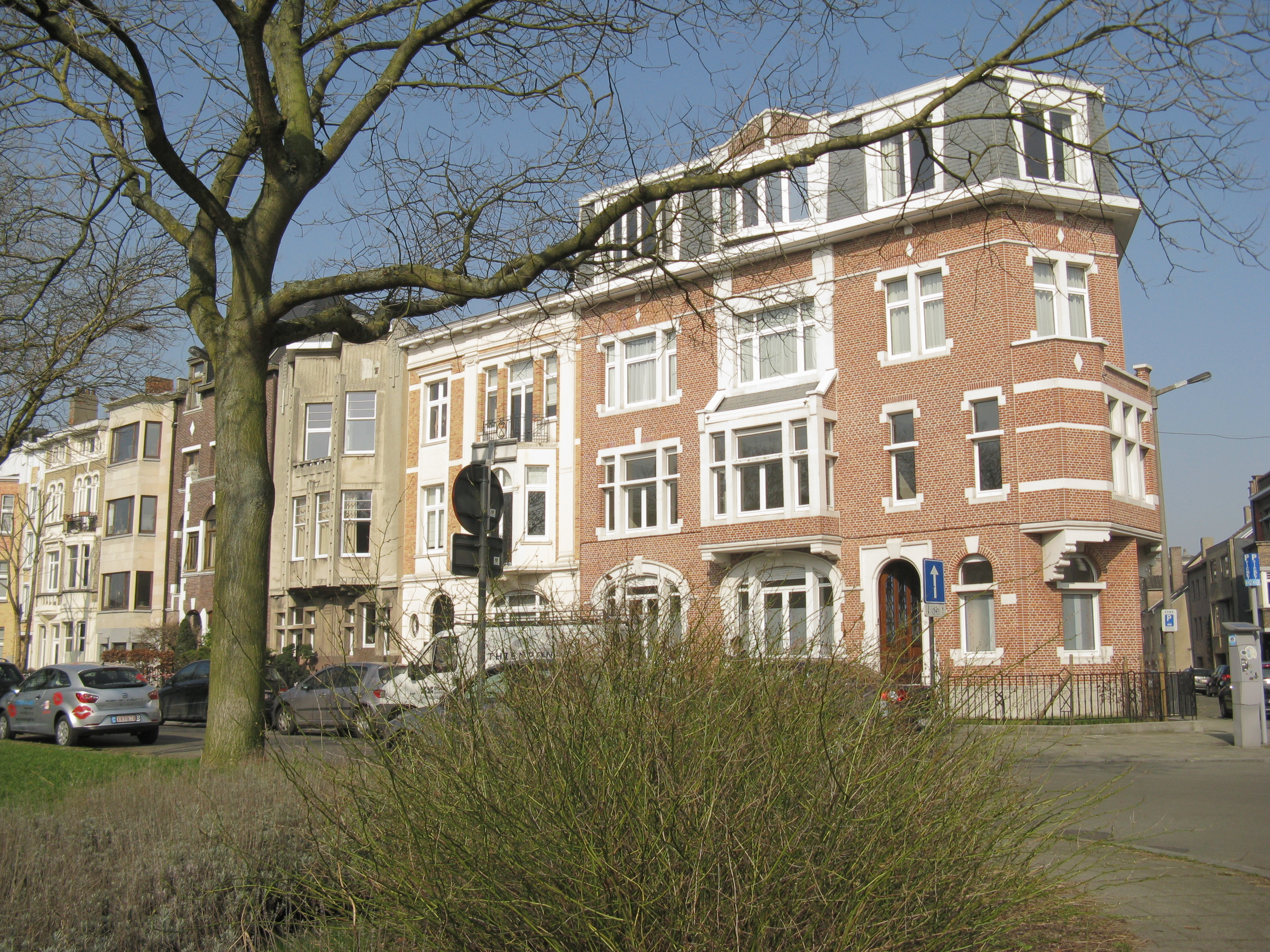
Rijhuizen

Het Miljoenenkwartier is een buurt in de Belgische stad Gent. Het Miljoenenkwartier ligt in het zuiden van het stadscentrum in de Sint-Pieters-Aalstwijk, ten zuiden van de spoorlijn Brugge-Gent-Brussel. In het westen loopt de Kortrijksesteenweg (N414), in het oosten de Krijgslaan (N60). De wijk werd tijdens het interbellum gebouwd, op de voormalige terreinen van de wereldtentoonstelling van 1913. Het Miljoenenkwartier werd in 1994 als stadsgezicht beschermd.

## Geschiedenis
De omgeving behoorde eeuwenlang tot het landelijk gebied van Sint-Pieters-Aalst, ten zuiden van de stadsomwallingen. In de jaren 1830 werd het gebied van oost naar west doorsneden door de nieuwe spoorweg. In de tweede helft van de 19de eeuw werd langs de Sint-Pietersaalststraat een proosdij opgericht en werd later de Sint-Pietersbuitenkerk, een ontwerp van architect Valentin Vaerwyck, opgetrokken.
Een groot stuk land bleef nog onbebouwd en werd dan ook gekozen als terrein voor de wereldtentoonstelling van 1913 in Gent. Nieuwe lanen werden aangelegd waarlangs grote, maar tijdelijke, paviljoenen en paleizen werden opgetrokken en beelden, parken en waterpartijen werden ingericht. Na de tentoonstelling werden de gebouwen weer afgebroken.
In de tweede helft van de jaren '20 werden de terreinen door de stad verkaveld. De wijk werd aangelegd volgens een symmetrisch grondplan dat de tracés van de afgebroken wereldtentoonstelling volgde. Centraal kwamen het Paul de Smet de Naeyerplein en de Congreslaan met parallelle en loodrecht nevenassen. Stedenbouwkundige voorschriften legden een residentieel en groen karakter op en bepaalden de soort bebouwing. In de wijk trok de gegoede bourgeoisie uit Gent grote villa's op. De gebouwen werden opgetrokken in verschillende stijlen uit het interbellum en ontworpen door verschillende grote Gentse architecten uit die periode.
De patriottisch klinkende straatnamen Onafhankelijkheidslaan, Congreslaan, Pacificatielaan, Vaderlandstraat, Vrijheidslaan en Krijgslaan verwijzen nog naar de niet uitgevoerde plannen uit het begin van de 20ste eeuw om in de buurt verschillende legerkazernen in te planten.

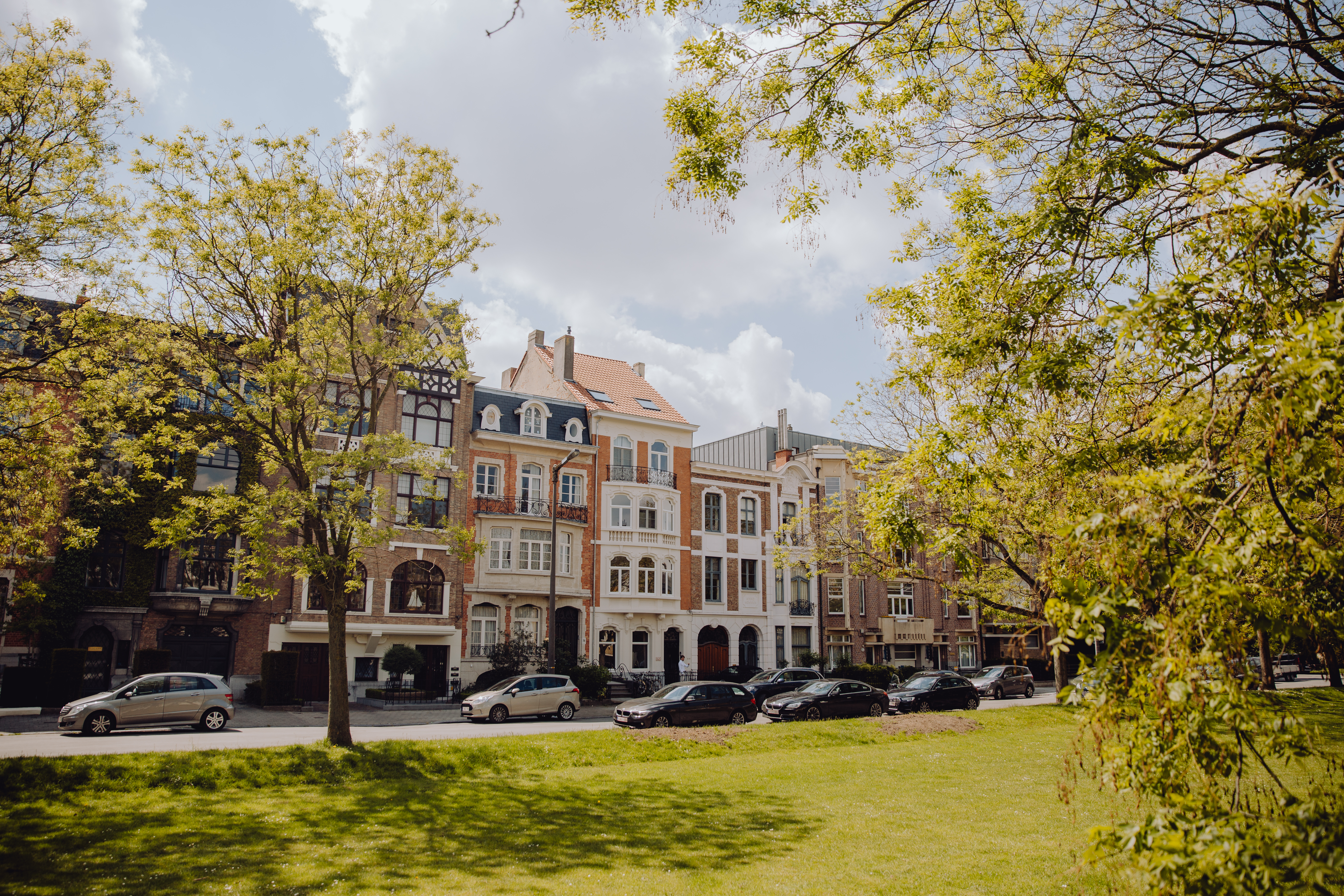
Congreslaan

## Bezienswaardigheden
- Het centrale Paul de Smet de Naeyerplein, met daarin: 
  - het bronzen borstbeeld van Paul de Smet de Naeyer door Charles Van der Stappen, 1937)
  - de bronzen beeldengroep “Schoonheid - Kracht - Wijsheid” (door Jules Pierre Van Biesbroeck, 1910)
  - het vrijstaande brons “Ros Beyaert en de vier Heemskinderen” (door Aloïs De Beule en Domien Ingels, 1913)

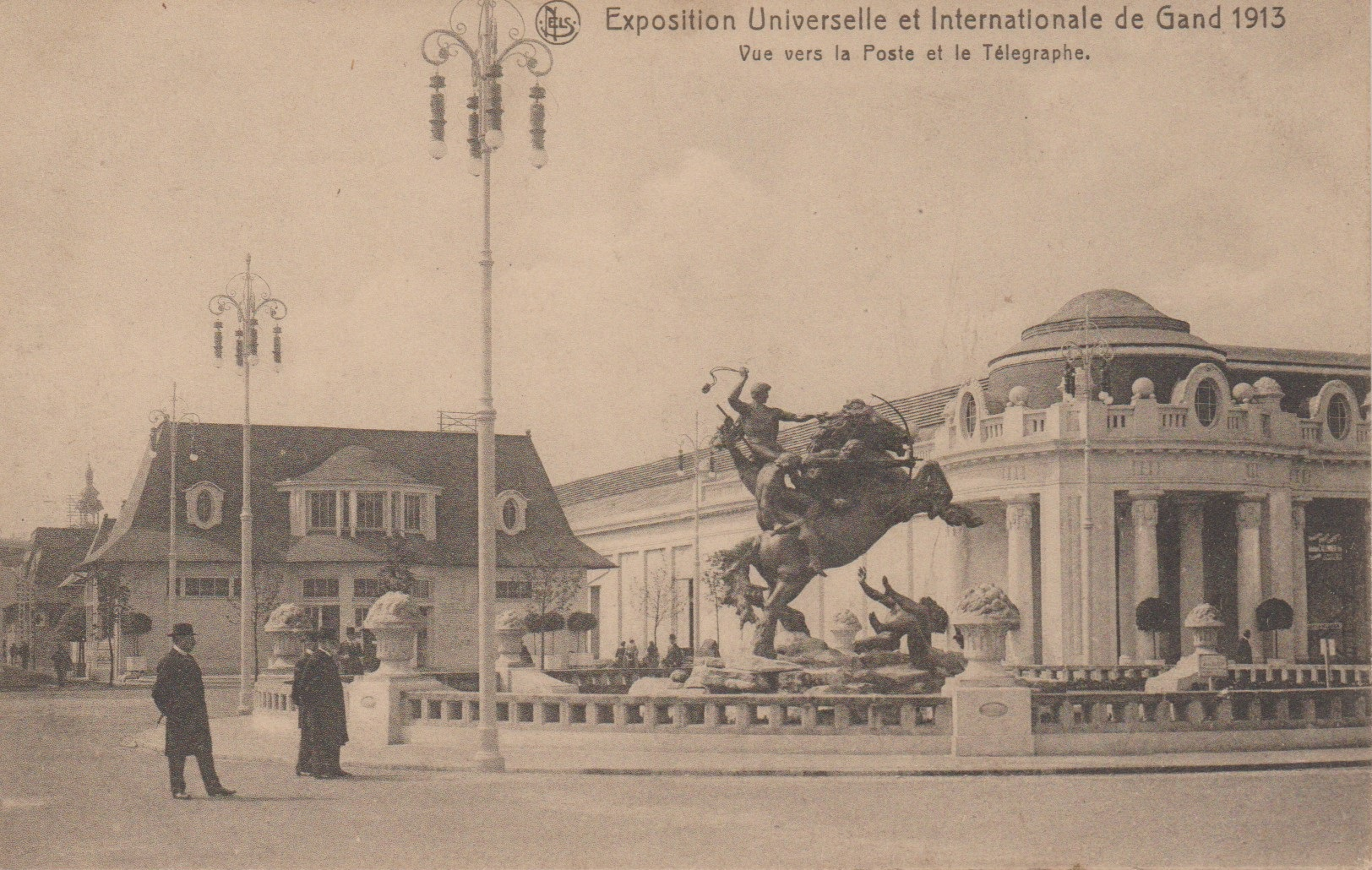
Ros Beyaert en de Vier Heemskinderen Gent Expo1913

- Naast de volledige bescherming als stadsgezicht werden ook verschillende gebouwen afzonderlijk als monument beschermd:
  - Appartement Florimond De Coutere 1, Congreslaan 1/5, naar ontwerp van Jules Lippens in 1929
  - Huis Charles Hoge, Congreslaan 2, naar ontwerp van Charles Hoge uit 1929
  - Huis Jules Lippens, Congreslaan 4, naar ontwerp van Jules Lippens uit 1928
  - Woning R. Vandamme, Congreslaan 19, naar ontwerp van Jules Lippens in 1928
  - Woning, Congreslaan 20-24, naar ontwerp van Ormond Bibauw in 1929
  - Woning Berteloot, Congreslaan 40, naar ontwerp van Geo Henderick in 1929
  - Woning Jules Hames, Krijgslaan 102, naar ontwerp van Félicien Bilsen in 1926
  - Villa De Bondt, Krijgslaan 124, naar ontwerp van Jan-Albert De Bondt in 1929
  - Huis Dokter De Stella, Krijgslaan 159, naar ontwerp van Paul Monnier in 1932
  - Appartementen Florimond De Coutere 2, Onafhankelijkheidslaan 1/3, naar ontwerp van Jules Lippens in 1930
  - Villa Nicole of Villa Marcel Storrer, Onafhankelijkheidslaan 15, naar ontwerp van Marcel Storrer
  - Woning M. Vaernewijck, Onafhankelijkheidslaan 45, naar ontwerp van Jules Lippens in 1931
  - Woning C. Vanden Bergh, Onafhankelijkheidslaan 53, naar ontwerp van Félicien Bilsen in 1931
  - Woning Virginie Henderick-Carpentier, Paul de Smet de Naeyerplein 1/3, naar ontwerp van Geo Henderick uit 1932
  - Woning mejuffer De Jaeger, Paul de Smet de Naeyerplein 2, naar ontwerp van Clément Diegerick uit 1930
  - Woning Jozef Nève de Mévergnies, Paul de Smet de Naeyerplein 8, naar ontwerp van Valentin Vaerwyck uit 1927
  - Woning G. Naeyaert, Paul de Smet de Naeyerplein 12, naar ontwerp van Marin Braeckman uit 1930
  - Villa Overfeldt, Paul de Smet de Naeyerplein 14, naar ontwerp van Oscar Vandenhoeck uit 1927
  - Woning Remy Welvaert, Paul de Smet de Naeyerplein 21, naar ontwerp van André Claessens uit 1932
  - Woning E. Schelfhout, Vaderlandstraat 13, naar ontwerp van G. De Groote uit 1930
  - Woning Professor A. Hacquaert, Vaderlandstraat 47, naar ontwerp van Geo Bontinck uit 1933
  - Woning Eysselinck, Vaderlandstraat 120, naar ontwerp van Gaston Eysselinck uit 1930-1931